# لیم جو اون
لیم جو اون (کره‌ای: 임주은؛ زادهٔ ۷ ژانویه ۱۹۸۸) بازیگر اهل کره جنوبی است.

## فیلم‌شناسی

### مجموعه تلویزیونی
| سال  | عنوان                | نقش          | توضیحات      | منابع |
| ---- | -------------------- | ------------ | ------------ | ----- |
| ۲۰۰۶ | دراما سیتی «Pokhara» |              |              |       |
| ۲۰۰۷ | مری شاد              | لی آه مون    |              |       |
| ۲۰۰۹ | روح                  | یون ها نا    |              |       |
| ۲۰۱۱ | چه خبر               | اوه دو ری    |              |       |
| ۲۰۱۲ | عشق وحشی             | کیم دونگ آه  |              |       |
| ۲۰۱۲ | آرانگ و دادرس        | مو یون       | حضور افتخاری | [ ۱ ] |
| ۲۰۱۳ | وارثان               | جون هیون جو  |              | [ ۲ ] |
| ۲۰۱۴ | ملکه کی              |              |              | [ ۳ ] |
| ۲۰۱۴ | عشق بی‌پایان          | کیونگ هوا    | حضور افتخاری | [ ۴ ] |
| ۲۰۱۶ | عشق بی‌پروا           | یون جونگ اون |              | [ ۵ ] |
| ۲۰۱۷ | دزد بد دزد خوب       | یون هوا یونگ |              | [ ۶ ] |
| ۲۰۲۰ | دروغ پشت دروغ        | اون سه می    |              | [ ۷ ] |